# Луговая (Нытвенский район)
Луговая — деревня в Нытвенском районе Пермского края. Входит в состав Чайковского сельского поселения.

## История
В 1962 г. указом Президиума Верховного Совета РСФСР деревня Голяшкино переименована в Луговая.

## Население
| 2010 |
| ---- |
| 386  |